# Aeroportul Maota
Aeroportul Maota (IATA: MXS, ICAO: NSMA) este un aeroport din Samoa ce deservește zona Salelologa⁠(d).
Situat la o altitudine de 33 m, aeroportul dispune de o singură pistă.